# Torneo Internacional Challenger León
Il Torneo Internacional Challenger León è un torneo professionistico di tennis che si gioca sul cemento a León, in Messico, e fa parte del Challenger Tour. Dal 2003 al 2009 il torneo è stato disputato al Club Casablanca San Ángel di Città del Messico, a partire dall'edizione del 2010 l'impianto ospitante è il Club Campestre de León.
Inaugurato nel 2003 a Città del Messico con il nome Abierto Internacional Varonil Club Casablanca, nel 2010 il torneo viene trasferito a León e prende il nome Abierto Internacional del Bicentenario Leon. Dal 2011 al 2013 viene chiamato Torneo Internacional AGT con il patrocinio della Asociación Guanajuatense de Tenis, la federazione tennistica dello Stato di Guanajuato. Per motivi di sponsorizzazione, nel 2014 prende il nome Challenger Ficrea.
Nel 2015 viene ribattezzato Torneo Internacional Challenger León. Non vengono disputate le edizioni dal 2020 al 2022, e nel 2023 l'evento viene ripristinato con il nome Mextenis Leon Open, con l'organizzazione affidata all'azienda Mextenis.
Nel 2024 il torneo si trasferisce ad Acapulco nella sede dell'Arena GNP Seguros con dei palchi più capienti e il montepremi viene innalzato a $164.000 dollari all'interno della categoria Challenger 125.

## Albo d'oro

### Singolare
| Anno       | Campione                       | Finalista                | Punteggio              |
| ---------- | ------------------------------ | ------------------------ | ---------------------- |
| 2024       | Giovanni Mpetshi Perricard (2) | Adam Walton              | 6–3, 6–3               |
| 2023       | Giovanni Mpetshi Perricard (1) | Juan Pablo Ficovich      | 6(5)–7, 7–6(6), 7–6(3) |
| 2022- 2020 | Non disputato                  | Non disputato            | Non disputato          |
| 2019       | Blaž Rola                      | Liam Broady              | 6–4, 4–6, 6–3          |
| 2018       | Christopher Eubanks            | John-Patrick Smith       | 6–4, 3–6, 7–6(4)       |
| 2017       | Adrián Menéndez Maceiras       | Roberto Quiroz           | 6–4, 3–6, 6–3          |
| 2016       | Michael Berrer                 | João Souza               | 6–3, 6–2               |
| 2015       | Austin Krajicek                | Adrián Menéndez Maceiras | 6(3)–7, 7–6(5), 6–4    |
| 2014       | Rajeev Ram                     | Samuel Groth             | 6–2, 6–2               |
| 2013       | Donald Young                   | Jimmy Wang               | 6–2, 6–2               |
| 2012       | Denis Zivkovic                 | Rajeev Ram               | 7–6(5), 6–4            |
| 2011       | Bobby Reynolds                 | Andre Begemann           | 6–3, 6–3               |
| 2010       | Santiago González              | Michał Przysiężny        | 3–6, 6–1, 7–5          |
| 2009       | Dick Norman                    | Marcel Felder            | 6–4, 6(6)–7, 7–5       |
| 2008       | Dawid Olejniczak               | Sam Warburg              | 6–4, 6–3               |
| 2007       | Jo-Wilfried Tsonga             | Bruno Echagaray          | 6–4, 2–6, 6–1          |
| 2006       | Rik De Voest                   | Glenn Weiner             | 7–6(2). 7–6(2)         |
| 2005       | Amer Delić                     | Jeff Morrison            | 6–4, 3–6, 6–3          |
| 2004       | Jeff Morrison                  | Lu Yen-hsun              | 4–6, 7–6(3), 6–2       |
| 2003       | Adrián García                  | Santiago González        | 7–5, 6–3               |

### Doppio
| Anno       | Campioni                                            | Finalisti                                 | Punteggio           |
| ---------- | --------------------------------------------------- | ----------------------------------------- | ------------------- |
| 2024       | Rithvik Choudary Bollipalli Niki Kaliyanda Poonacha | Luke Johnson Skander Mansouri             | 7–6(4), 7–5         |
| 2023       | Aziz Dougaz Antoine Escoffier                       | Maximilian Neuchrist Michail Pervolarakis | 7–6(5), 3–6, [10–5] |
| 2022- 2020 | Non disputato                                       | Non disputato                             | Non disputato       |
| 2019       | Lucas Miedler Sebastian Ofner                       | Matt Reid John-Patrick Smith              | 4–6, 6–4, [10–6]    |
| 2018       | Gonzalo Escobar Manuel Sánchez                      | Bradley Mousley John-Patrick Smith        | 6–4, 6–4            |
| 2017       | Leander Paes Adil Shamasdin                         | Luca Margaroli Caio Zampieri              | 6–1, 6–4            |
| 2016       | Santiago González (2) Mate Pavić                    | Samuel Groth Leander Paes                 | 6–4, 3–6, [13–11]   |
| 2015       | Austin Krajicek Rajeev Ram (3)                      | Guillermo Durán Horacio Zeballos          | 6–2, 7–5            |
| 2014       | Samuel Groth Chris Guccione (2)                     | Marcus Daniell Artem Sitak                | 6–4, 6–3            |
| 2013       | Chris Guccione (1) Matt Reid                        | Purav Raja Divij Sharan                   | 6–3, 7–5            |
| 2012       | John Peers John-Patrick Smith                       | César Ramírez Bruno Rodríguez             | 6–3, 6–3            |
| 2011       | Rajeev Ram (2) Bobby Reynolds (2)                   | Andre Begemann Chris Eaton                | 6–3, 6–2            |
| 2010       | Santiago González (1) Vasek Pospisil                | Kaden Hensel Adam Hubble                  | 3–6, 6–3, [10–8]    |
| 2009       | Sanchai Ratiwatana Sonchat Ratiwatana               | Víctor Estrella Burgos João Souza         | 6–3, 6–3            |
| 2008       | Carsten Ball Robert Smeets                          | Neil Bamford Joshua Goodall               | 6(5)–7, 6–4, [10–3] |
| 2007       | Miguel Gallardo-Valles Carlos Palencia              | Brendan Evans Brian Wilson                | 6–3, 6–3            |
| 2006       | Pierre-Ludovic Duclos André Ghem                    | Rik De Voest Glenn Weiner                 | 6–4, 0–6, [10–3]    |
| 2005       | Rajeev Ram (1) Bobby Reynolds (2)                   | Rik De Voest Łukasz Kubot                 | 6–1, 6(7)–7, 7–6(4) |
| 2004       | Nathan Healey Tuomas Ketola                         | Lu Yen-hsun Danai Udomchoke               | 7–5, 7–6(6)         |
| 2003       | Huntley Montgomery Andres Pedroso                   | Bruno Echagaray Jean-Julien Rojer         | 6(3)–7, 7–5, 6–4    |